# 요크 로드

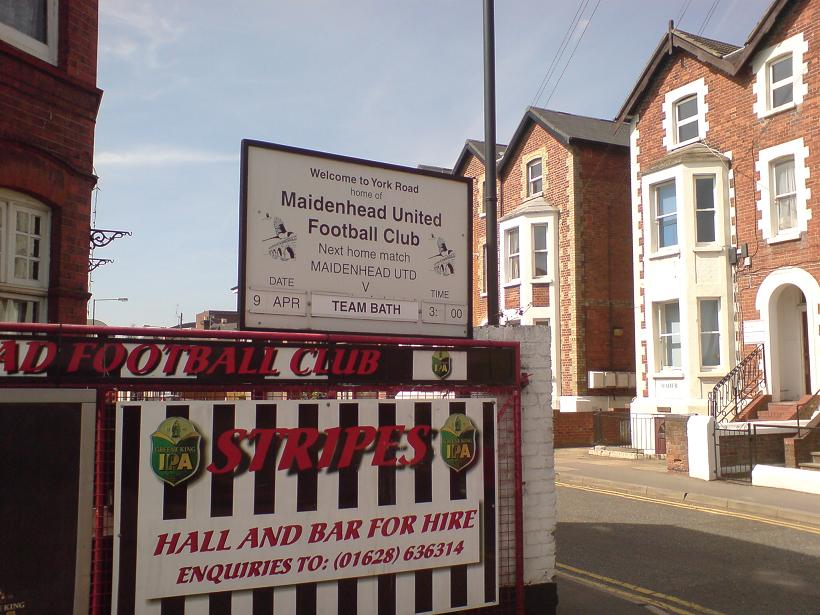
경기장 입구

요크 로드는 영국의 메이든헤드에 있는 축구경기장이다. 메이든헤드 유나이티드 FC의 홈구장으로 현재까지 사용되고 있는 축구경기장 중 가장 오래된 축구경기장으로 FA와 FIFA로부터 공인받았다. 이 구장은 1871년부터 메이든헤드 유나이티드 FC의 홈구장으로 사용되어왔다.

## 역사
이 경기장은 처음에는 메이든헤드의 크리켓 클럽 홈구장이었으나 얼마뒤인 1870년에 축구클럽에게 사용되기 시작하였다. 메이든헤드 유나이티드 FC가 요크로드에서 가진 첫 경기는 1871년 2월 16일 말로우FC와의 경기였다. 그 이후 메이든헤드 유나이티드FC의 홈 구장으로 현재까지 바뀌지 않고 이어져오고 있다.

## 규모
경기장의 최대 수용 인원은 4,500(좌석 500개)명이다. 최다관중기록은 1936년 FA아마추어컵에서 메이든헤드 유나이티드 FC와 사우스얼 FC와 가진 4강전으로 집계인원은 7,989으로 기록되어있다. 추가로 2,000여명의 관중이 인접한 기찻길 둑에서 관전한 것으로 추정된다. 또한 경기장에서 집계된 기록으로는 1947년 부활절에 열린 위컴비 원더러스 FC와 슬라우 타운 FC간의 벡스&벅스컵 결승에서 총 8,277명의 인원이 관람하였으며 입장료는 £494로 집계되었다.